# Atletik under sommer-OL 2020 - 20 kilometer kapgang (damer)
Kvindernes 20 km løb under sommer-OL 2020 blev afholdt i Sapporo 6. august.

## Resultater
Resultatene var som følger:
| Nøgle: | ~ | Tab af jordkontakt | > | Bøjet knæ | TR 54.7.5 | Diskvalifisert efter regel TR 54.7.5 |

| Placering | Udøvere                | Nation                    | Tid     | Difference | Kommentarer |
| --------- | ---------------------- | ------------------------- | ------- | ---------- | ----------- |
| 1         | Antonella Palmisano    | Italien                   | 1.29.12 | +0,00      |             |
| 2         | Sandra Arenas          | Colombia                  | 1.29.37 | +0.25      | ~~          |
| 3         | Liu Hong               | Kina                      | 1.29.57 | +0.45      | ~~          |
| 4         | María Pérez            | Spanien                   | 1.30.05 | +0.53      |             |
| 5         | Alegna González        | Mexico                    | 1.30.33 | +1.21      |             |
| 6         | Jemima Montag          | Australien                | 1.30.39 | +1.27      | ~           |
| 7         | Qieyang Shijie         | Kina                      | 1.31.04 | +1.52      |             |
| 8         | Antigoni Drisbioti     | Grækenland                | 1.31.24 | +2.12      | SB          |
| 9         | Paola Pérez            | Ecuador                   | 1.31.26 | +2.14      | ~~          |
| 10        | Katarzyna Zdziebło     | Polen                     | 1.31.29 | +2.17      |             |
| 11        | Érica de Sena          | Brasilien                 | 1.31.39 | +2.27      | ~~ ~        |
| 12        | Yang Jiayu             | Kina                      | 1.31.54 | +2.42      | ~~ ~        |
| 13        | Nanako Fujii           | Japan                     | 1.31.55 | +2.43      |             |
| 14        | Raquel González        | Spanien                   | 1.31.57 | +2.45      | ~           |
| 15        | Kumiko Okada           | Japan                     | 1.31.57 | +2.45      |             |
| 16        | Elvira Khasanova       | Ruslands Olympiske Komité | 1.31.58 | +2.46      | ~~          |
| 17        | Priyanka Goswami       | Indien                    | 1.32.36 | +3.24      | ~           |
| 18        | Valentina Trapletti    | Italien                   | 1.33.12 | +4.00      |             |
| 19        | Marija Sakharuk        | Ukraine                   | 1.34.04 | +4.52      |             |
| 20        | Ana Cabecinha          | Portugal                  | 1.34.08 | +4.56      | SB          |
| 21        | Noelia Vargas          | Costa Rica                | 1.35.07 | +5.55      |             |
| 22        | Meryem Bekmez          | Tyrkiet                   | 1.35.08 | +5.56      |             |
| 23        | Anastasiya Rarouskaya  | Hviderusland              | 1.35.09 | +5.57      | ~           |
| 24        | Mary Luz Andía         | Peru                      | 1.35.25 | +6.13      |             |
| 25        | Sandra Galvis          | Colombia                  | 1.35.36 | +6.24      | ~~          |
| 26        | Brigita Virbalytė      | Litauen                   | 1.35.56 | +6.44      |             |
| 27        | Hanna Shevchuk         | Ukraine                   | 1.36.27 | +7.15      | ~~          |
| 28        | Karla Jaramillo        | Ecuador                   | 1.36.32 | +7.20      | ~           |
| 29        | Kiriaki Filtisakou     | Grækenland                | 1.36.51 | +7.39      |             |
| 30        | Tereza Ďurdiaková      | Tjekkiet                  | 1.36.58 | +7.46      |             |
| 31        | Anna Terlyukevich      | Hviderusland              | 1.37.22 | +8.10      | ~           |
| 32        | Bhawna Jat             | Indien                    | 1.37.38 | +8.26      | ~           |
| 33        | Robyn Stevens          | USA                       | 1.37.42 | +8.30      | >~          |
| 34        | Laura García-Caro      | Spanien                   | 1.37.48 | +8.36      | ~~ ~        |
| 35        | Ching Siu Nga          | Hongkong                  | 1.37.53 | +8.41      | >           |
| 36        | Leydi Guerra           | Peru                      | 1.38.10 | +8.58      | ~~          |
| 37        | Katie Hayward          | Australien                | 1.38.11 | +8.59      | ~~          |
| 38        | Rebecca Henderson      | Australien                | 1.38.21 | +9.09      | ~           |
| 39        | Ayşe Tekdal            | Tyrkiet                   | 1.38.40 | +9.28      |             |
| 40        | Kaori Kawazoe          | Japan                     | 1.39.31 | +10.19     |             |
| 41        | Evin Demir             | Tyrkiet                   | 1.39.55 | +10.43     |             |
| 42        | Ayman Ratova           | Kasakhstan                | 1.40.02 | +10.50     |             |
| 43        | Lyudmila Olyanovska    | Ukraine                   | 1.40.20 | +11.08     |             |
| 44        | Mirna Ortiz            | Guatemala                 | 1.40.23 | +11.11     |             |
| 45        | Mária Czaková          | Slovakiet                 | 1.41.29 | +12.17     | >~          |
| 46        | Barbara Kovács         | Ungarn                    | 1.41.49 | +12.37     |             |
| 47        | Valeria Ortuño         | Mexico                    | 1.41.50 | +12.38     | ~~          |
| 48        | Ángela Castro          | Bolivia                   | 1.42.25 | +13.13     |             |
| 49        | Viktoryia Rashchupkina | Hviderusland              | 1.43.33 | +14.21     |             |
| 50        | Mayra Herrera          | Guatemala                 | 1.44.30 | +15.18     | ~~ ~        |
| 51        | Ilse Guerrero          | Mexico                    | 1.45.47 | +16.35     |             |
| 52        | Eleonora Giorgi        | Italien                   | 1.46.36 | +17.24     | ~>          |
| 53        | Panayiota Tsinopoulou  | Grækenland                | 1.47.19 | +18.07     | >           |
|           | Kimberly García        | Peru                      | DNF     |            | ~           |
|           | Viktoria Madarász      | Ungarn                    | DNF     |            |             |
|           | Saskia Feige           | Tyskland                  | DNF     |            |             |
|           | Glenda Morejón         | Ecuador                   | DNF     |            |             |
|           | Yehualeye Beletew      | Etiopien                  | DNF     |            |             |